# Principal Financial Group
Principal Financial Group er et amerikansk investerings-, pensions- og forsikringsselskab med hovedkvarter i Des Moines, Iowa.
Der er ca. 18.600 ansatte og de har aktiver under forvaltning for 714 mia. USD. and houses many other companies in addition to Principal.